# Nanguneri
Nanguneri es una ciudad y nagar Panchayat situada en el distrito de Tirunelveli en el estado de Tamil Nadu (India). Su población es de 8435 habitantes (2011). Se encuentra a 30 km de Tirunelveli y a 71 km de Thoothukudi.

## Demografía
Según el censo de 2011 la población de Nanguneri era de 6640 habitantes, de los cuales 3271 eran hombres y 3369 eran mujeres. Nanguneri tiene una tasa media de alfabetización del 83,67%, superior a la media estatal del 80,09%: la alfabetización masculina es del 90,31%, y la alfabetización femenina del 77,27%.